# HD 24071
HD 24071，又名CD-38 1297，SAO 194550、HR 1189，是一颗恒星，视星等为5.4，位于銀經240.17，銀緯-51.53，其B1900.0坐标为赤經3h 44m 54.1s，赤緯-37° -51.53′ 40″。